# Úřední jazyk
Úřední neboli státní jazyk je jazyk stanovený zákonem pro komunikaci s úřady, včetně školství. Pro podání žádosti a její vyřízení je to vnější jazyk, pro komunikaci mezi úřady navzájem a uvnitř úřadu je to vnitřní jazyk. V laickém pojetí je úřední jazyk ten jazyk, kterým se na území daného státu převážně komunikuje.
Koncept úředního jazyka pochází z myšlenky, že mezi národem (etnikem) a státem není rozdíl.[zdroj?] Ve skutečnosti zejména ve východní Evropě převažují mnohonárodní státy, tj. s početnými národnostními menšinami.

## Česko

### Historie
Od 14. století se v Čechách a na Moravě úředně používala pouze čeština. Významná změna nastala po přijetí Obnoveného zřízení zemského roku 1627, kterým došlo k postavení německého jazyka na roveň českého v úředním styku. Rovněž celý zákoník byl napsán v němčině, v českém překladu zůstal nedokončen. Toto opatření, které přineslo možnost provádět úřední zápisy, vydávat nařízení a právní normy pouze v němčině značně znevýhodňovalo postavení českého obyvatelstva, silně to otřáslo národním polickým uvědoměním a napomohlo germanizačním snahám panovníka o sjednocení, centralizaci jeho moci v říši. Němčina se tak stala de facto dominantním jazykem v oficiálním styku.
Obnovené zřízení zemské bylo v platnosti až do roku 1848. Po krátkém období neoabsolutismu (1848–1860) a následné konstitucionalizaci Rakouska-Uherska začala česká politická reprezentace prosazovat skutečné zrovnoprávnění češtiny a němčiny. Výsledkem byla následující opatření:
- Stremayrova jazyková nařízení – nařízení vydaná roku 1880 ministrem školství Karlem von Stremayrem stanovila rovnoprávné postavení češtiny a němčiny při vnější komunikaci se státními úřady v Čechách a na Moravě (nikoliv však ve Slezsku). Státní úřady byly povinny odpovídat na podání v jazyce, ve kterém byla žádost podána. Vnitřní úřední jazyk však zůstal nadále německý.

- Punktace – pro plán česko-německého vyrovnání, dohodnutý v roce 1890 mezi rakouskou vládou, německými liberály a staročeskou politickou reprezentací. Návrh předpokládal rozdělení českých zemí na dvojjazyčné a čistě německé oblasti. K jednání však nebyla přizvána mladočeská strana, která dohodu ostře odmítla jako nepřijatelnou. Výsledkem byla volební porážka staročechů v roce 1891.

- Badeniho jazyková nařízení – novela Stremayrových nařízení přijatá v roce 1897 předsedou vlády Kazimírem Badenim která rozšířila rovnoprávnost češtiny i na vnitřní úřední jednání ve státní správě v Čechách a na Moravě. Tato nařízení vyvolala silný odpor německých obyvatel a politiků, což vedlo k jejich zrušení a nahrazení mírnější verzí, známou jako Gautschova jazyková nařízení.
- Gautschova jazyková nařízení – vydaná v roce 1898 ministrem Paulem Gautschem určovala, že vnitřní úřední jazyk státní správy v Čechách a na Moravě se bude řídit jazykovou většinou obyvatel v jednotlivých okresech. V Čechách byly vymezeny české, německé a smíšené okresy, na Moravě pouze německé a smíšené. Ve smíšených okresech měly čeština a němčina stejnou právní platnost. Nařízení zamítla požadavek všeobecné dvojjazyčnosti úřednictva a neuspokojila ani českou, ani německou stranu. V roce 1899 byla zrušena.

Po vzniku Československa v roce 1918 došlo k přijetí československého jazyka. Ústavní listina z roku 1920, v paragrafu 129 stanovila, že „zásady jazykového práva v republice Československé určuje zvláštní zákon, tvořící součást této ústavní listiny“ a tento zákon, který byl přijat současně s ústavou a byl vyhlášen pod č. 122/1920 Sb. z. a n., v § 1 stanovil, že „jazyk československý jest státním, oficiálním jazykem republiky“. Podle § 2 na území s více než 20 % národní menšiny byl povolen vnější jazyk národní menšiny. Vydáním jazykového nařízení k tomuto zákonu pak byl 3. února 1926 prohlášen československý jazyk i za jazyk státní. Českoslovenština tak byla státním a oficiálním jazykem až do roku 1948. V II. článku ústavy z 9. května 1948 se pak prohlašuje Československá republika za jednotný stát dvou rovnoprávných slovanských národů, českého a slovenského. Tímto článkem se zároveň automaticky uznávají čeština a slovenština za dva samostatné slovanské jazyky.

### Současnost
V samostatné České republice není pojem úřední jazyk právně definován. Podle čl. 25 Listiny základních práv a svobod mají „...národnostní nebo etnické menšiny zejména právo společně s jinými příslušníky menšiny rozvíjet vlastní kulturu, právo rozšiřovat a přijímat informace v jejich mateřském jazyku a sdružovat se v národnostních sdruženích...“ Za podmínek stanovených zákonem zaručuje též právo na vzdělání v jejich jazyku a právo užívat jejich jazyka v úředním styku.
Kromě mezinárodních smluv a právních předpisů k jejich provedení, jsou právními normami upravujícími používaní jazyka v úředním styku:
- § 16 správního řádu určuje jako jednací jazyk pro správní řízení český jazyk s tím, že účastník řízení může jednat a písemnosti mohou být předkládány i v jazyce slovenském. Dále občan České republiky příslušející k uznané národnostní menšině může činit podání a jednat v jazyce své menšiny. Každý, kdo prohlásí, že neovládá jazyk, jímž se vede jednání, má právo na tlumočníka. V řízení o žádosti si žadatel, který není občanem České republiky, obstará tlumočníka na své náklady sám, nestanoví-li zákon jinak.[10]
- § 76 daňového řádu obsahuje shodnou úpravu s tím rozdílem, že neobsahuje speciální výhodu pro slovenský jazyk;[11]
- §9 zákona o hazardních hrách vyžaduje, aby veškeré informace a údaje související s provozováním hazardních her byly každému snadno dostupné v českém jazyce[12]
- § 18 zákona č. 99/1963 Sb., občanský soudní řád, ve znění pozdějších předpisů, stanoví oprávnění na tlumočníka bez dalšího.[13] Stejně liberální je úprava § 2 odst. 14 a §§ 28 – 29 zákona č. 141/1961 Sb., o trestním řízení soudním (trestní řád), ve znění pozdějších předpisů.[14]

Dne 15. června 2004 byl zamítnut návrh komunistických poslanců na novelu Ústavy, který by zaváděl národní a úřední jazyk. Stanovisko vlády bylo negativní.

## Slovensko
Na Slovensku je státní jazyk upraven zákonem č. 270/1995 Z. z. o štátnom jazyku Slovenskej republiky. Ten stanovuje slovenštinu jako jazyk s předností ve veřejném styku. Používání menšinových jazyků je možné jen v obcích, kde menšina tvoří alespoň 20 % obyvatel, a za podmínek daných zvláštními předpisy. Slovenština je povinná ve školství, ve veřejné správě, v ozbrojených složkách, ve zdravotnictví, v médiích i v obchodní sféře (např. návody, reklama, smlouvy). Cizojazyčné informace musí být vždy doplněny slovenským textem, který má obsahovou a vizuální prioritu. Zákon také zakotvuje výjimku pro češtinu, která je díky své srozumitelnosti považována za rovnocennou se slovenštinou v řadě oblastí, a neřídí se proto plně pravidly pro menšinové jazyky. Na dodržování zákona dohlíží Ministerstvo kultury, které může ukládat pokuty.

## USA

### Federální vláda
Angličtina je dominantním jazykem Spojených států a od jejich vzniku roku 1776 je používána jako primární jazyk pro úřední styk, ve kterém jsou též sepsány zákony včetně ústavy; rovněž žadatelé o občanství musí složit zkoušku, která prokáže jejich schopnost číst, psát a mluvit anglicky. Přesto není žádným federálním zákonem stanovena za úřední jazyk. Tento status získala až v únoru 2025, kdy vydal prezident Donald Trump výkonné nařízení č. 14224, kterým angličtinu prohlásil oficiálním jazykem Spojených států.

### Státní vlády
Přístup vlád jednotlivých federálních států k úřednímu jazyku se různí, ke květnu 2016 má úřední jazyk ve svých ústavách či zákonech zakotveno 30 amerických států, z nichž 27 toto opatření přijalo po roce 1980:
- Úřední jazyk je zakotven ústavou (v závorce rok zavedení):
  - Nebraska (1920), Havaj (1978), Kalifornie (1986), Colorado, Florida (1988), Alabama (1990), Arizona (2006), Missouri (2008) a Oklahoma (2010)
- Úřední jazyk je zakotven zákonem (v závorce rok zavedení):
  - Illinois (1969), Indiana, Tennessee, Kentucky (1984); Arkansas, Severní Karolína, Jižní Karolína, Mississippi, Severní Dakota (1987); Montana, New Hampshire, Jižní Dakota (1995); Georgie, Virginie, Wyoming (1996); Utah (2000); Iowa (2002); Idaho, Kansas (2007), Aljaška (2014), Západní Virginie (2016)
- Úřední jazyk není zakotven:
  - Connecticut, Delaware, Louisiana, Maine, Maryland, Massachusetts, Michigan, Minnesota, Nevada, Nové Mexiko, New Jersey, New York, Ohio, Oregon, Pensylvánie, Rhode Island, Texas, Vermont, Washington, Wisconsin a Washington, D. C.

## Mezinárodní organizace
Vnitřními jazyky Evropské unie jsou angličtina a francouzština, s výjimkou Evropského soudního dvora v Lucemburku, kde je to pouze francouzština. „Od počátku evropské integrace (1951) až po první rozšíření (1973) byla jediným úředním jazykem ES francouzština. Francie si primát svého národního jazyka přísně střežila a při jednání o rozšíření ES o Velkou Británii, Irsko a Dánsko na počátku 70. let si vymínila ujištění, že Velká Británie nebude vyžadovat používání angličtiny jako dalšího úředního jazyka. Britové po svém vstupu slib dodrželi a při jednání uvnitř institucí používali jejich zástupci francouzštinu. Menší státy ale zareagovaly odlišně. Irsko a Dánsko (kterým byla angličtina mnohem bližší než francouzština) začaly při jednání používat angličtinu. Ke „vzpouře“ proti výlučnému používání francouzštiny se přidala Itálie, jejíž delegát dostal pokyn používat při jednání italštinu. I když by se zřejmě všechny tehdejší státy spokojily se zavedením dvou úředních jazyků (francouzštiny a angličtiny), jednání o jazykovém režimu nakonec vyústila v rovnocenné a paralelní používání jazyků všech členských států.“ Podle čl. 21 al. 3 smlouvy o ES má každý oprávnění na svůj vnější jazyk, který je uveden v čl. 314 smlouvy o ES. Po rozšíření dne 1. května 2004, přidání irštiny v roce 2005, rozšíření dne 1. ledna 2007 a přistoupení Chorvatska dne 1. července 2013 je těchto jazyků 24.
Organizace spojených národů má 6 úředních jazyků (angličtinu, čínštinu, arabštinu, francouzštinu, španělštinu a ruštinu) a Rada Evropy má dva oficiální jazyky (angličtinu a francouzštinu).

## Jiné státy
- V Austrálii je angličtina pouze de facto oficiální jazyk, i když pro 72 % Australanů je to jediný jazyk, kterým hovoří.[23]
- Švédština je stanovena úředním jazykem ve Finsku (vedle finštiny). Švédsky mluví asi 5,5 % finské populace, cca 290 tisíc osob,[24] švédština je též povinný školní předmět ve Finsku.[25] V samotném Švédsku, kde jí hovoří naprostá většina obyvatel, to není nikde oficiálně stanoveno.
- Ve Vatikánu je jedním z úředních jazyků latina, která je považována za mrtvý jazyk. Je třeba ale rozlišovat Vatikánský městský stát od Svatého stolce (který není stát, ale přesto je subjektem mezinárodního práva). Dokumenty Vatikánu jsou vydávány v italštině, zatímco oficiální dokumenty Svatého stolce jsou vydávány převážně latinsky.
- Zajímavým případem je i Spojené království Velké Británie a Severního Irska, které jako celek nemá žádný oficiální úřední jazyk, ale od roku 2011 byla velština stanovena jako úřední jazyk pro území Walesu, vedle angličtiny, která je de facto úřední jazyk pro celé území Spojeného království.[26][27]
- Další státy mají oficiální (de iure) úřední jazyk a navíc další de facto úřední jazyk nebo jazyky. V Libanonu a Maroku je oficiálním úředním jazykem arabština, ale druhým de facto úředním jazykem je francouzština. Na Novém Zélandu jsou dva oficiální úřední jazyky (maorština a novozélandský znakový jazyk), ale angličtina je de facto třetím úředním jazykem.[28][29]
- Ruština byla de facto úředním jazykem nejen centrální vlády, ale ve velké míře i všech svazových republik bývalého Sovětského svazu, ale nebylo to nikde oficiálně deklarováno. To se stalo až po přijetí zákona v roce 1990, ruština se tak na krátkou dobu (do rozpadu Sovětského svazu v prosinci 1991) stala jediným, de iure úředním jazykem Sovětského svazu.[30] V Rusku byl v roce 2020 přijat dodatek ústavy, který stanovuje ruštinu jako úřední jazyk pro celé území.[31]